# Fuga (budownictwo)

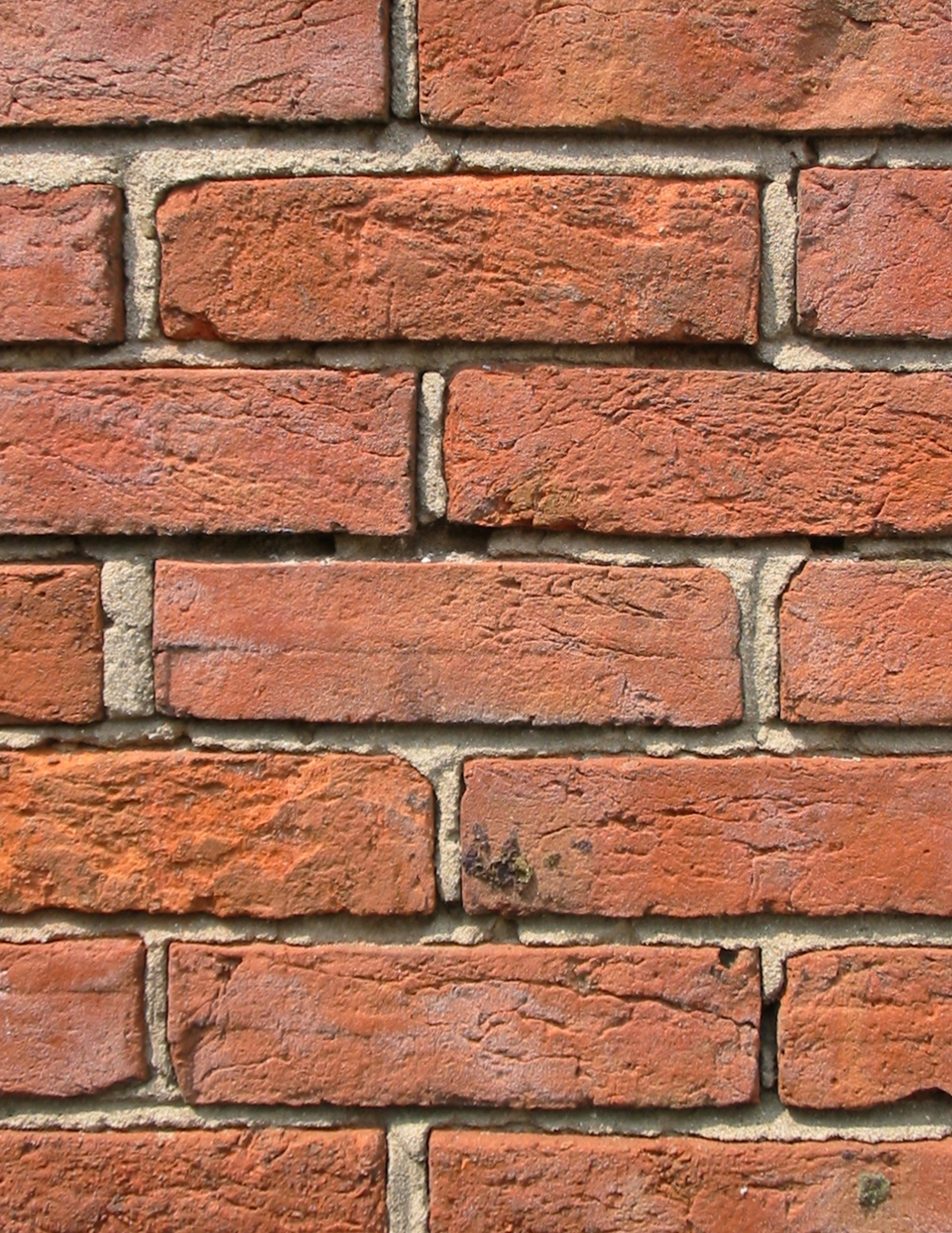
Spoina w murze z cegły

Fuga (spoina) – złącze wypełniające lukę między elementami muru, które wraz z materiałem, z którego wykonany jest mur, tworzy lico muru. 
Oprócz celów konstrukcyjnych może być również wykorzystany do projektowania. Wzór spoin odnosi się do rozmieszczenia i wyglądu spoin na określonej powierzchni, np. w murze czy posadzce z płytek. Na wzór spoiny ma wpływ kształt użytych kamieni, cegieł lub płytek, użyty materiał spoiny, kolor spoiny oraz konstrukcja spoiny.
W murze z kamienia obrobionego spoiny tworzą delikatną, rzadką sieć zależną od wielkości bloków użytego kamienia. W murze z cegły spoiny są bardziej widoczne. Ponadto spoiny mogą różnić się pod względem regularności, grubości i kształtu (wypukłego bądź wklęsłego) na tle lica.
- spoina w murze pomiędzy cegłami w wątku murarskim
- spoina między płytkami ceramicznymi ułożonymi na ścianie lub podłodze
- szczelina dylatacyjna, czyli szczelina celowo utworzona w budynku lub jego elemencie
- wyżłobienie w desce służące do połączenia wzdłużnego np. w boazerii

## Cechy charakterystyczne
- grubość: współcześnie do wiązania cegieł stosuje się spoiny 1–2 cm. Podobne grubości stosowano w średniowieczu (1 cm w architekturze romańskiej, 1,5–1,8 cm w gotyku). W starożytności stosowano spoiny grubsze (3–4 cm w Rzymie, 8 cm w Bizancjum).
- kolor: wynika ze składu zaprawy, a zwłaszcza z domieszek.
- kształt: spoinę można modelować na różne sposoby. Może być płaska, wklęsła lub wypukła w kształcie wałka. Dwie ostatnie powodują grę światłocieni, co wpływa na wygląd elewacji[2].

## Materiał
W starożytności spoiny wykonywano z zaprawy wapiennej, czasami z domieszkami: mączki ceglanej, popiołu bądź puzzolany, co pozwalało uzyskać różne barwy. W średniowieczu dla podkreślenia kontrastu w murach ceglanych spoiny bielono. Od XIX wraz z częstszym stosowaniem zaprawy cementowej, która miała kolor szary, przez pewien czas zabarwiono ją np. na czarno lub na niebiesko.